# Pavel Jeřábek
Pavel Jeřábek (* 1. února 1967) je bývalý český fotbalový útočník.

## Fotbalová kariéra
V československé lize hrál za SK Sigma Olomouc. V československé lize nastoupil ve 24 utkáních a dal 2 góly. V turecké lize hrál za Adanaspor.

## Ligová bilance
| Ročník                                   | Zápasy | Góly | Klub             |
| ---------------------------------------- | ------ | ---- | ---------------- |
| 1. československá fotbalová liga 1984/85 | 4      | 0    | SK Sigma Olomouc |
| 1. československá fotbalová liga 1985/86 | 3      | 1    | SK Sigma Olomouc |
| 1. československá fotbalová liga 1988/89 | 14     | 1    | SK Sigma Olomouc |
| 1. československá fotbalová liga 1989/90 | 3      | 0    | SK Sigma Olomouc |
| 1. turecká liga 1990/91                  | 25     | 13   | Adanaspor        |
| CELKEM                                   | 48     | 15   |                  |